# Pireneusi hegyikutya

## Testfelépítése
A pireneusi hegyikutya háta hosszú, széles és erős, fara enyhén lejtős, és viszonylag hosszú szőrszálakkal borított farokban folytatódik. A marja széles és izmos. A mellkas széles és mély, de nincs túl alacsonyra eresztve. Hasán alig észlelhető felhúzottság. Hátsó lábain kettős farkaskarom van. Lábai vastagok, mozgása elegáns és könnyed. Nyaka erős és viszonylag rövid, a lebernyeg szinte alig látható a feje nem túl nagy a testhez képest. A felső ajkak kissé rálógnak az alsókra. A viszonylag kicsi, háromszögletű fülek magasan tűzöttek, lelógók, hegyük lekerekített. Ferde metszésű szemei meglehetősen kicsik, tekintetük értelmes, álmodozó, a szemhéjak szorosan záródnak. A szőrzet eléggé hosszú, testhez simuló, puha tapintású. A nyak körül és a farkon valamivel hosszabb, és enyhén hullámos lehet, a deréktájon nagyon sűrű, gyapjasabb és finomabb jellegű. A pireneusi hegyikutya szőre lehet egyszínű fehér, illetve rajzolatos fehér. A rajzolatok a fejen, a füleken vagy a farok tövénél láthatók, színük lehet szürke (borzszínű), halványsárga, narancssárga vagy farkasszürke. A szürke rajzolat preferált. Egy-két folt a törzsön még elfogadható. Pigmentációja szokatlan: az orra, az ajkai, a szemek pereme és a szájpadlása is fekete. Szemei borostyánsárgás barnák.

## Jelleme
A fajta értelmes, éber, kiegyensúlyozott és bátor. Nagyon figyelmes, sokat ugat. A családját és az otthonát megvédi a betolakodóktól. Eléggé önálló és szívós, sőt olykor csökönyös is lehet. Általában a szabadban és a lakásban is nyugodtan viselkedik. Szeret a szabadban lenni, a rossz idő nem zavarja. Ez a kutya általában elég jól megfér a gyerekekkel, meglehetősen türelmes. Az idegenekben nem bízik, amíg a gazdája azt nem jelzi, hogy minden rendben van. A család barátait lelkesen üdvözli. A macskákkal és egyéb háziállatokkal nincs gondja. A kanok más, erős kanokkal szemben domináns módon viselkedhetnek.

## Méretei
- Marmagasság:
  - kan: 70–80 cm
  - szuka: 65–72 cm
- Testtömeg:
  - kan: 55 kg
  - szuka: 45 kg

Várható élettartam: 9–11 év

## Megjegyzés
Nagyon fontos, hogy a nevelése már kölyökkorban megkezdődjön, mivel a felnőtt kutya már túl erős és túl független természetű. A pireneusi hegyikutyának kiegyensúlyozott gazda kell, aki következetes, szeretetteljes módon, az állat önállóságát tiszteletben tartva bánik vele. Nem különösebben engedelmes fajta. Csak akkor hajtja végre az utasítást, ha az szerinte is észszerű. Nincs értelme sokszor elismételni ugyanazt a parancsot, mivel azzal csak azt lehet elérni, hogy a kutya elveszítse az érdeklődését és a gazdájába vetett hitét. Gyanakvó természetének leküzdésében úgy lehet segíteni neki, ha már kölyökkorában sok különböző személlyel ismertetik meg. Néhány egyedét még ma is eredeti feladatára használják, azaz a nyájak két és négylábú kártevői elleni védelmére. Emellett hűséges családi kutya is, amely természetes módon vállalja magára családja és otthona őrzését.